# Diaxenes phalaenopsidis
Diaxenes phalaenopsidis är en skalbaggsart som beskrevs av Fisher 1937. Diaxenes phalaenopsidis ingår i släktet Diaxenes och familjen långhorningar. Inga underarter finns listade i Catalogue of Life.